# Melchor Liñán y Cisneros
Melchor Liñán y Cisneros, oppure a volte Melchor de Liñán y Cisneros (Madrid, 19 dicembre 1629 – Lima, 28 giugno 1708), è stato un arcivescovo cattolico spagnolo, amministratore coloniale e viceré del Perù dal 1678 al 1681.

## Biografia
Studiò teologia presso l'Università di Alcalá, dove conseguì il dottorato. In seguito divenne cappellano di Buitrago. Fu anche censore (calificador) del Sacro Ufficio dell'inquisizione.
Giunse nelle Americhe nel 1664, come vescovo di Santa Marta. Nel 1666 divenne vescovo di Popayán e poi arcivescovo di Charcas nel 1667.
Fu mandato come ispettore (visitador) nel Nuovo Regno di Granada, l'odierna Colombia, nel 1671 a causa dell'inattività di Diego de Villalba y Toledo, presidente della locale audiencia. Sostituì Villabla in questo incarico il 2 giugno 1671. Contemporaneamente fu governatore e capitano generale ad interim del Nuevo Reino de Granada.
Era arcivescovo di Lima nel 1678, quando fu nominato viceré del Perù. Da viceré migliorò le fortificazioni del porto di Callao per difenderlo dagli attacchi dei filibustieri olandesi. Represse le ribellioni del clero, che si opponeva alla nomina dei prelati da parte della Spagna, soprattutto dei francescani di Cuzco e dei domenicani di Quito.
Alla morte dell'astronomo peruviano Francisco Ruiz Lozano, concesse (con l'approvazione della corona) alla matematica una presenza definitiva nell'Università di San Marcos. La matematica fu associata alla cattedra di cosmografia. Fu Juan Ramón Koening, un belga, ad assumere la cattedra.
Come ricompensa per i servizi resi, la corona spagnola concesse a Liñán y Cisneros il titolo di conde de la Puebla de los Valles. Scrisse anche l'opera Ofensa y defensa de la libertad eclesiástica (Offesa e difesa della libertà ecclesiastica).

## Genealogia episcopale e successione apostolica
La genealogia episcopale è:
- Vescovo Agustín Muñoz Sandoval
- Arcivescovo Antonio Sanz Lozano
- Arcivescovo Melchor Liñán y Cisneros

La successione apostolica è:
- Vescovo Bernardo de Carrasco y Saavedra, O.P. (1679)
- Arcivescovo Juan Queipo de Llano y Valdés (1681)
- Vescovo Pedro Cárdenas y Arbieto (1681)
- Vescovo Antonio de Morales, O.P. (1683)
- Vescovo Juan de los Ríos y Berriz (1688)
- Vescovo Sebastián de Pastrana, O. de M. (1697)
- Vescovo Francisco Cisneros y Mendoza (1703)
- Vescovo Pedro Vázquez de Velasco (1706)
- Vescovo Juan González de Santiago (1707)